# Мерл темний
Мерл темний (Lamprotornis mevesii) — вид горобцеподібних птахів родини шпакових (Sturnidae). Мешкає в Центральній і Південній Африці.

## Опис

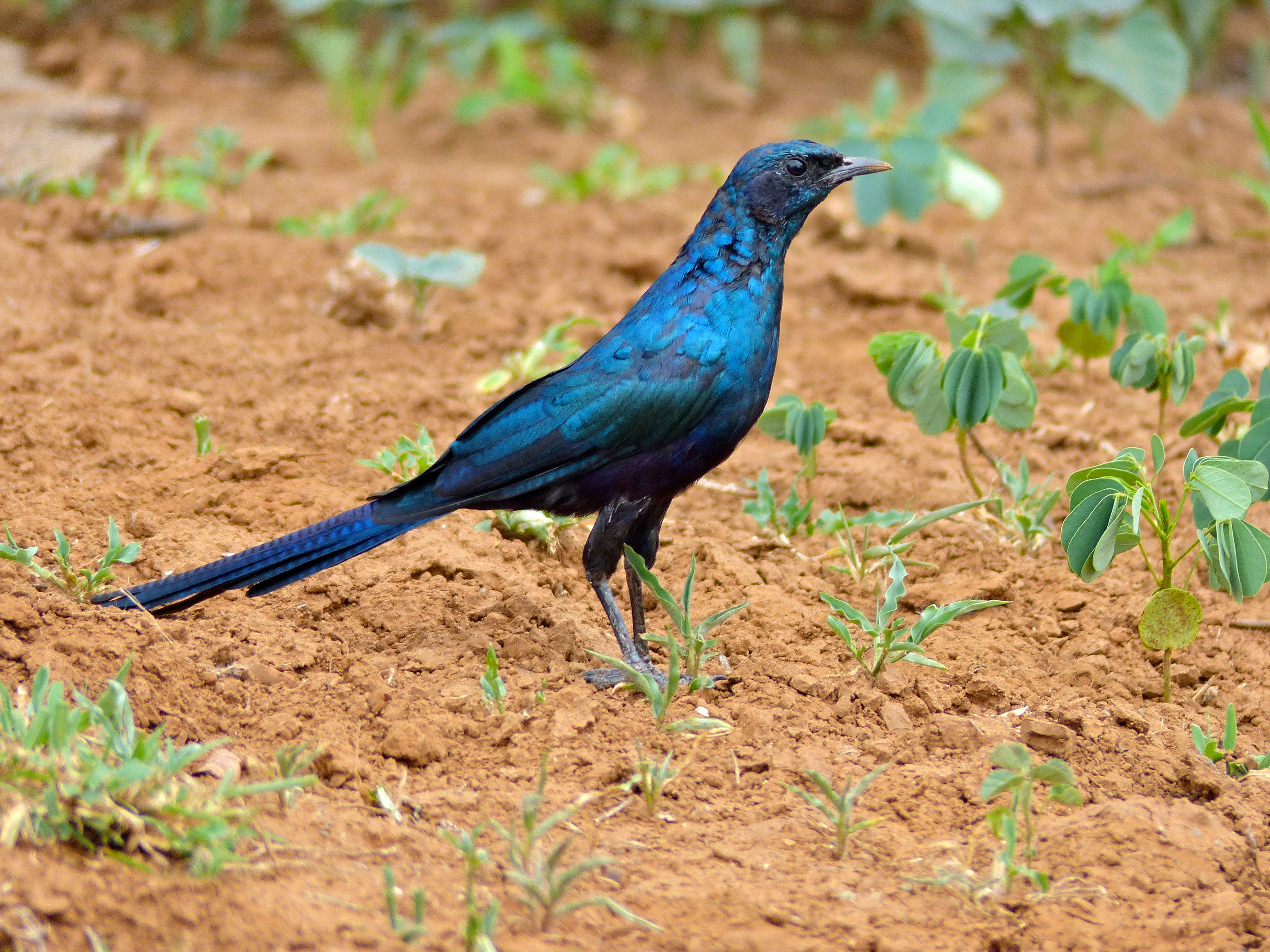
Темний мерл

Темний мерл

Довжина птаха становить 30 см, вага 46-77 г. Голова і шия з боків синьо-зелені з пурпуровим відтінком, скроні чорні, іноді з легким фіолетовим або синьо-зеленим відтінком. Тіло фіолетове, крила і покривні пера хвоста синьо-зелені або фіолетові. На відміну від великих мерлів, крила у темних мерлів на кінці округлі. Хвіст східчастий, синій, поцяткований темними смугами. Надхвістя бронзове. Загалом оперення має характерний райдужний металевий відблиск. Очі темно-карі, дзьоб і лапи чорні.
У молодих птахів нижня частина тіла матово-чорна. У представників підвиду L. m. violacior оперення має більш виражений фіолетовий відтінок. У представників підвиду L. m. benguelensis голова має бронзово-зелений відтінок, пера на надхвісті у них бронзово-зелені з фіолетовими краями, плечі і хвіст більш мідні, а підборіддя і груди фіолетові.

## Підвиди
Виділяють три підвиди:
- L. m. benguelensis Shelley, 1906 — південний захід Анголи (Бенгела, Намібе);
- L. m. violacior Clancey, 1973 — південний захід Анголи і північ Намібії;
- L. m. mevesii (Wahlberg, 1856) — від південної Замбії і південного Малаві до північної Ботвани і півночі ПАР.

Деякі дослідники виділяють підвиди L. m. benguelensis і L. m. violaciorу окремі види Lamprotornis benguelensis і Lamprotornis violacior відповідно.

## Поширення і екологія
Темні мерли мешкають в Замбії, Зімбабве, Малаві, Мозамбіку, Анголі, Намібії, Ботсвані і Південно-Африканській Республіці. Вони живуть у вологих, заплавних саванах в долинах річок, зокрема в лісистих саванах міомбо і мопане, та в рідколіссях, що ростуть на піщаних ґрунтах. Віддають перевагу заростям мопане, баобабів Adansonia digitata, білуватих акацій, Combretum imberbe, а також акацій Vachellia xanthophloea і Vachellia tortilis. Зустрічаються парами і невеликими сімейними зграйками, під час негніздового періоду іноді утворюють зграї до 150 птахів. Часто приєднуються до змішаних зграй птахів.
Темні мерли живляться переважно комахами, яких шукають на землі, зокрема жуками і термітами, а також стиглими плодами і квітами. Інкубаційний період у них триває з листопада по квітень. Самиці будують чашоподібне гніздо з рослинних волокон і гілочок, які розміщують в дуплах дерев, на висоті від 1 до 4 м над землею. В кладці від 3 до 5 яєць. Інкубаційний період триває 18 днів. Пташенята покидють гніздо через 23 дні після вилуплення, однак батьки продовжують піклуватися про них ще кілька тижнів. Темні мерли іноді стають жертвами гніздового паразитизму великих воскоїдів і чубатих зозуль.